# Återförenandebågen
Återförenandebågen (koreanska: 조국통일3대헌장기념탑) är en byggnad i Pyongyang, Nordkorea som ska symbolisera Koreas återförening, byggd 2001. Statyn föreställer två kvinnor som håller upp det enade Korea. Mitt igenom går en väg som leder till Koreas demilitariserade zon.
I januari 2024 krävde Kim Jong-un att monumentet skulle förstöras på grund av missnöje med en återförening med Sydkorea. Han övergav förslaget om återförening med Sydkorea och tillkännagav slutet på denna politik.
Monumentet revs någon gång mellan 19 och 23 januari 2024, enligt satellitbilder. Nyheten att Återförenandebågen hade rivits bekräftades av Sydkoreas Enhetsministerium den 24 januari 2024.